# Caffrogobius
Caffrogobius és un gènere de peixos de la família dels gòbids i de l'ordre dels perciformes.

## Taxonomia
- Caffrogobius agulhensis (Barnard, 1927)[2]
- Caffrogobius caffer (Günther, 1874)[3]
- Caffrogobius dubius (Smith, 1959)[4]
- Caffrogobius gilchristi (Boulenger, 1898)[5]
- Caffrogobius natalensis (Günther, 1874)[3]
- Caffrogobius nudiceps (Valenciennes, 1837)[6]
- Caffrogobius saldanha (Barnard, 1927)[2][7][8][9][10][11][12]